# Neoaleurotrachelus sudaniensis
Neoaleurotrachelus sudaniensis là một loài côn trùng cánh nửa trong họ Aleyrodidae, phân họ Aleyrodinae.
Neoaleurotrachelus sudaniensis được Gameel miêu tả khoa học đầu tiên năm 1968.